# Vrbičje
Vrbičje je naselje v Občini Grosuplje.